# タンジョン・パガー駅 (マレー鉄道)
タンジョン・パガー駅（マレー語：Stesen Keretapi Tanjung Pagar, 英語：Tanjong Pagar railway station, 中国語：丹戎巴葛火车总站）は、かつてシンガポールにあったマレー鉄道の駅である。シンガポール駅もしくはケッペル・ロード駅とも呼ばれた。
シンガポールとマレーシアの出入国管理機能がウッドランズ・トレイン・チェックポイントに移転するのに伴い、2011年6月30日の営業を以て廃止された。

## 概要
マレー鉄道におけるシンガポール領内唯一の旅客取扱駅であった。最初のシンガポール駅は1903年1月1日にフォート・カンニング・ヒル西南の麓に開業。1907年1月21日にタンク・ロードに面したタンク・ロード駅に移転。1932年5月3日にブキッ・ティマ駅以南が付け替えとなり、現在のケッペル・ロードに面したタンジョン・パガー駅が開業した。
なお、MRTに同名のタンジョン・パガー駅があり、当駅の北東約1.5キロメートルに位置する。

## 駅構造
単式ホーム1面1線と島式ホーム1面2線、合計2面3線をもつ地上駅であった。終着駅であり、櫛形ホームとなっていた。駅舎はホーム終端の東側に位置し、北側の到着ホームが単式である。南側の出発ホームは島式であったが、ホームの中心が格子柵で仕切られており、内側が出発ホームとして使用されていた。到着線と出発線のあいだに、機回し線が1本あった。
出発ホームの終端側には、マレーシアの国境検問所があり、マレーシアの入国審査と税関があった。なお、1998年8月から当駅の最終営業日である2011年6月30日まで、マレー鉄道におけるマレーシアとシンガポールの入出国については変則的であった。
詳細は、ウッドランズ・トレイン・チェックポイントの「かつての変則的な出入国取扱」を参照のこと。

## その他
- シンガポール領土内においてもマレー鉄道の敷地および線路・駅などの施設は、マレーシアの政府全額出資会社である鉄道資産公社の所有であり、シンガポール政府の委託を受け、運営・運行をマレーシア鉄道公社が行っていた。2010年5月24日の両国首脳会談で、2011年7月迄の同駅移転が決まり、シンガポール側の終着駅は2011年7月1日、国境近くのウッドランズ・トレイン・チェックポイントに移転した[1]。
- 当駅から発着していたイースタン＆オリエンタル・エクスプレスは、ウッドランズ・トレイン・チェックポイントに受付、ラウンジが設置できないことから、ラッフルズ・ホテル内に受付、ラウンジを移転し、バスで移動する方法に変更された。